# Адамівка (Звягельський район)
Ада́мівка (Адамівська Гута, Гута-Адамівка) — село в Україні, у Довбиській селищній територіальній громаді Звягельського району Житомирської області. Кількість населення становить 15 осіб (2001). У 1928—60 роках — адміністративний центр однойменної сільської ради.

## Населення
У 1900 році в селі налічувалося 295 мешканців та 48 дворів, у 1906 році кількість населення становила 659 осіб, дворів — 90. С
Станом на 1923 рік, кількість населення становила 900 осіб, кількість дворів — 120. На 1929 рік кількість населення села складала 841 особу.
Відповідно до результатів перепису населення 1989 року, кількість населення станом на 12 січня 1989 року, складала 34 особи. Відповідно до перепису населення України, станом на 5 грудня 2001 року в селі проживало 15 осіб.

### Мова
Розподіл населення за рідною мовою за даними перепису 2001 року:
| Мова       | Кількість | Відсоток |
| ---------- | --------- | -------- |
| українська | 15        | 100%     |

## Історія
В другій половині 19 століття сільце належало до православної парафії в Курному, за 20 верст.
В кінці 19 століття — Адамівка, Адамівська Гута або Юзефувка (пол. Adamowska Huta, Józefówka) — село Курненської волості Новоград-Волинського повіту, лежить над річкою Немилянкою, притокою Случі, за 55 км (50 верст) від Новограда-Волинського, 13 верст від с. Курне. Велика власність — 6 690 десятин, в тому числі ліс — 2 095 десятин, належала Плачковським, раніше володіли Ілінські. Раніше тут була шкляна гута.
У 1906 році — рос. Гута-Адамовка, сільце Курненської волості Новоград-Волинського повіту Волинської губернії. Відстань до повітового центру, м. Новоград-Волинський, становила 30 верст, від волосного центру, с. Курне — 16 верст. Найближче поштово-телеграфне відділення розташовувалося на станції Рудня.
У 1923 році увійшло до складу новоствореної Довбишської (згодом — Мархлевська) сільської ради, котра, 7 березня 1923 року, стала частиною новоутвореного Пулинського району Житомирської (згодом — Волинська) округи. 9 вересня 1926 року, в складі сільської ради, передане до Мархлевського району Волинської округи.
У жовтні 1935 року із села Адамівка до Харківської області, на основі матеріалів НКВС, ешелоном було виселено 5 польських родин (24 особи). Серед виселених 5 осіб чоловічої статі, 6 жіночої, 13 дітей. Натомість на місце вибулих радянською владою переселялися колгоспники-ударники з Київської і Чернігівської областей.
З 23 травня 1928 року до 11 січня 1960 року — адміністративний центр Адамівської сільської ради Мархлевського (згодом — Щорський, Довбишський) та Баранівського районів, після ліквідації котрої село повернулось до складу Довбиської селищної ради. Від 7 січня 1963 року до 5 липня 1965 року село перебувало в складі Тартацької сільської ради Новоград-Волинського та Дзержинського районів.
27 липня 2016 року увійшло до складу новоствореної Довбиської селищної територіальної громади Баранівського району Житомирської області. Від 19 липня 2020 року, разом з громадою, в складі новоствореного Новоград-Волинського району Житомирської області.